# Vinzenz Malik
Vinzenz Malik (2. prosince 1854 Jihlava – 29. ledna 1924 Vídeň) byl rakouský politik německé národnosti z Moravy, později působící ve Štýrsku, na počátku 20. století poslanec Říšské rady.

## Biografie
Vystudoval národní školu, gymnázium a kadetní školu v Brně. V letech 1872–1883 sloužil v armádě. Působil jako zemědělec v Leibnitz. Podnikl studijní cesty po Evropě. Byl členem předsednictva zemědělského družstva v Leibnitz.
Působil i jako poslanec Říšské rady (celostátního parlamentu Předlitavska), kam usedl ve volbách roku 1901 za kurii městskou ve Štýrsku, obvod Leibnitz, Ehrenhausen, Straß atd. Mandát obhájil ve volbách roku 1907, konaných poprvé podle všeobecného a rovného volebního práva. Uspěl za obvod Štýrsko 10. Zvolen zde byl i ve volbách roku 1911.
Ve volbách do Říšské rady roku 1901 se uvádí jako kandidát Německé lidové strany. Později se pro svůj radikalismus s Německou lidovou stranou rozešel a přiklonil se k hnutí Georga von Schönerera. Po volbách roku 1907 usedl na Říšské radě do Schönererova poslaneckého klubu Všeněmecká skupina, po volbách roku 1911 do klubu Všeněmecké sjednocení. Později ale i s Schönererem názorově rozešel.
Když vypukla první světová válka, přihlásil se do služby jako záložní nadporučík. Bojoval na ruské frontě a byl zraněn. Byl zajat a z ruského zajetí se dostal až roku 1917.
Od 21. října 1918 do 16. února 1919 zasedal jako poslanec Provizorního národního shromáždění Německého Rakouska. Zastupoval Německou nacionální stranu (DNP).
V posledních letech života se stáhl z politického dění. Zemřel v lednu 1924 v sanatoriu Hera na zánět hrdla.